# Didemnum maculosum
Didemnum maculosum är en sjöpungsart som först beskrevs av Milne-Edwards 1841.  Didemnum maculosum ingår i släktet Didemnum och familjen Didemnidae. Det är osäkert om arten förekommer i Sverige. Inga underarter finns listade i Catalogue of Life.